# CALHM1
CALHM1 (англ. Calcium homeostasis modulator 1) – білок, який кодується однойменним геном, розташованим у людей на короткому плечі 10-ї хромосоми. Довжина поліпептидного ланцюга білка становить 346 амінокислот, а молекулярна маса — 38 264.
| 10         |  | 20         |  | 30         |  | 40         |  | 50         |
| ---------- |  | ---------- |  | ---------- |  | ---------- |  | ---------- |
| MMDKFRMIFQ |  | FLQSNQESFM |  | NGICGIMALA |  | SAQMYSAFDF |  | NCPCLPGYNA |
| AYSAGILLAP |  | PLVLFLLGLV |  | MNNNVSMLAE |  | EWKRPLGRRA |  | KDPAVLRYMF |
| CSMAQRALIA |  | PVVWVAVTLL |  | DGKCFLCAFC |  | TAVPVSALGN |  | GSLAPGLPAP |
| ELARLLARVP |  | CPEIYDGDWL |  | LAREVAVRYL |  | RCISQALGWS |  | FVLLTTLLAF |
| VVRSVRPCFT |  | QAAFLKSKYW |  | SHYIDIERKL |  | FDETCTEHAK |  | AFAKVCIQQF |
| FEAMNHDLEL |  | GHTHGTLATA |  | PASAAAPTTP |  | DGAEEEREKL |  | RGITDQGTMN |
| RLLTSWHKCK |  | PPLRLGQEEP |  | PLMGNGWAGG |  | GPRPPRKEVA |  | TYFSKV     |

A: Аланін

C: Цистеїн

D: Аспарагінова кислота

E: Глутамінова кислота

F: Фенілаланін

G: Гліцин

H: Гістидин

I: Ізолейцин

K: Лізин

L: Лейцин

M: Метіонін

N: Аспарагін

P: Пролін

Q: Глутамін

R: Аргінін

S: Серин

T: Треонін

V: Валін

W: Триптофан

Кодований геном білок за функцією належить до іонних каналів. 
Задіяний у таких біологічних процесах, як транспорт іонів, транспорт, транспорт кальцію. 
Білок має сайт для зв'язування з іоном кальцію. 
Локалізований у клітинній мембрані, мембрані, ендоплазматичному ретикулумі.